# Erwin Wurm
Erwin Wurm és un escultor i fotògraf  austríac nascut a Bruck an der Mur el 1954 que viu i treballa a Viena. Format a l'Acadèmia d'Arts Aplicades de Viena i en l'Acadèmia de Belles Arts de Viena entre els anys 1979 i 1982.
En la seva obra apareixen tant el mateix artista, com altres persones que col·laboren amb ell, en absurdes postures esculturals, en la majoria dels casos amb l'ús d'objectes quotidians. Les seves imatges no són altra cosa que la documentació d'una performance. Amb aquest procedir tracta de revisar constantment el concepte d'escultura en dos aspectes: d'una banda, reubicant els objectes per humanitzar i, d'un altre, objetualitzant el cos humà.
El vídeo de la cançó Can't Stop de la banda Red Hot Chili Peppers està inspirat en l'obra d'aquest artista.
L'any 2001, després de participar en una exposició col·lectiva comissariada per Manel Clot a la galeria Estrany–De la Mota, Erwin Wurm va exposar a l'Espai 13 de la Fundació Joan Miró una mostra de deu anys de treballs amb el vídeo que recollien la seva reflexió escultòrica sobre el cos humà i la seva adequació a l'entorn amb grans dosis d'ironia.